# 努维永勒维讷
努维永勒维讷（法語：Nouvion-le-Vineux，法語發音：[nuvjɔ̃ lə vinø]）是法国上法兰西大区埃纳省的一个市镇，位于该省中部，属于拉昂区。

## 地理
努维永勒维讷（49°30'10"N, 3°36'40"E）面积3.53 平方千米，位于法国上法蘭西大區埃纳省，该省份为法国北部内陆省份，北起北部省，西接索姆省和瓦兹省，东临阿登省和马恩省，西南至塞纳-马恩省，东北部与比利时接壤。
与努维永勒维讷接壤的市镇（或旧市镇、城区）包括：舍夫勒尼、希维莱塞图韦勒、埃图韦勒、拉瓦勒昂洛努瓦、列尔瓦勒、普雷勒和蒂耶尔尼。

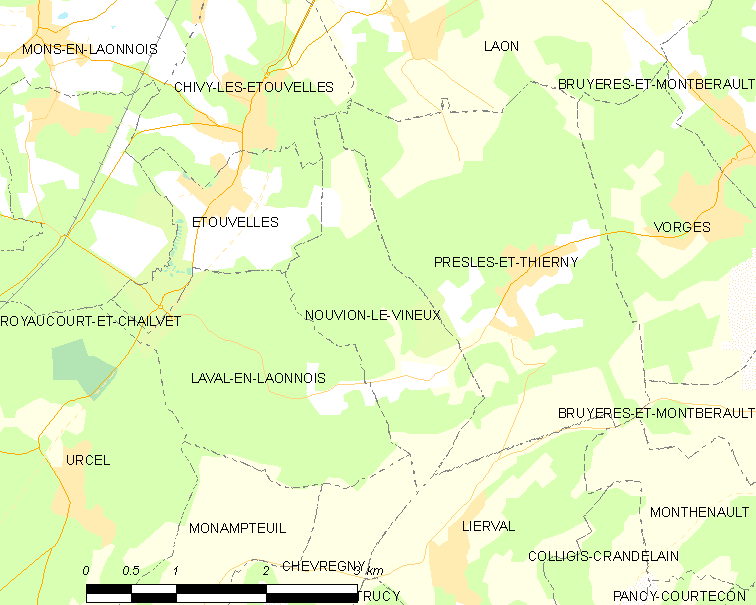
努维永勒维讷的OSM定位图

努维永勒维讷的时区为UTC+01:00、UTC+02:00（夏令时）。

## 行政
努维永勒维讷的邮政编码为02860，INSEE市镇编码为02561。

## 政治
努维永勒维讷所属的省级选区为拉昂第二县。

## 人口

1962-2008年间努维永勒维讷人口变化图示

努维永勒维讷于2022年1月1日时的人口数量为143人。